# Юлий Крас
Юлий Крас (на латински: Iulius Crassus) е политик и сенатор на Римската империя през 2 век.
Произлиза от фамилията Юлии. Между 139 – 142 г. той е управител на провинция Долна Мизия след Марк Антоний Хибер. Сменя го Луций Миниций Наталис Квадроний Вер.